# トンネリング
ネットワーク技術におけるトンネリングとは、インターネット等のなんらかのネットワークで接続されている、物理的、または、論理的に離れた2点間を、仮想の回線（トンネル）によりあたかも同一点であるかのように扱えるようにすることである。
トンネリングにより、複数の離れた場所にあるLANなどの私的なネットワークを仮想的に直結し、あたかも同一のネットワークであるかのように通信を行うことができる。このような技術（サービス）はVPN（Virtual Private Network）という。
トンネリングは、何らかの通信プロトコルを含むパケット等の全体を、別のレイヤ、あるいは同一のレイヤのプロトコルのデータ（ペイロード）に埋込んで通信するカプセル化(encapsulation) により実現されることが多く、通信したいプロトコルそのままでは通信することが不可能な場合などに利用される。

## IPv6 over IPv4 トンネル
直接IPv6ではつながっていないIPv6ネットワーク同士を接続するときに、途中IPv4を経由するために使われるのがIPv6 over IPv4トンネルである。